# Nederrijnse Laagvlakte

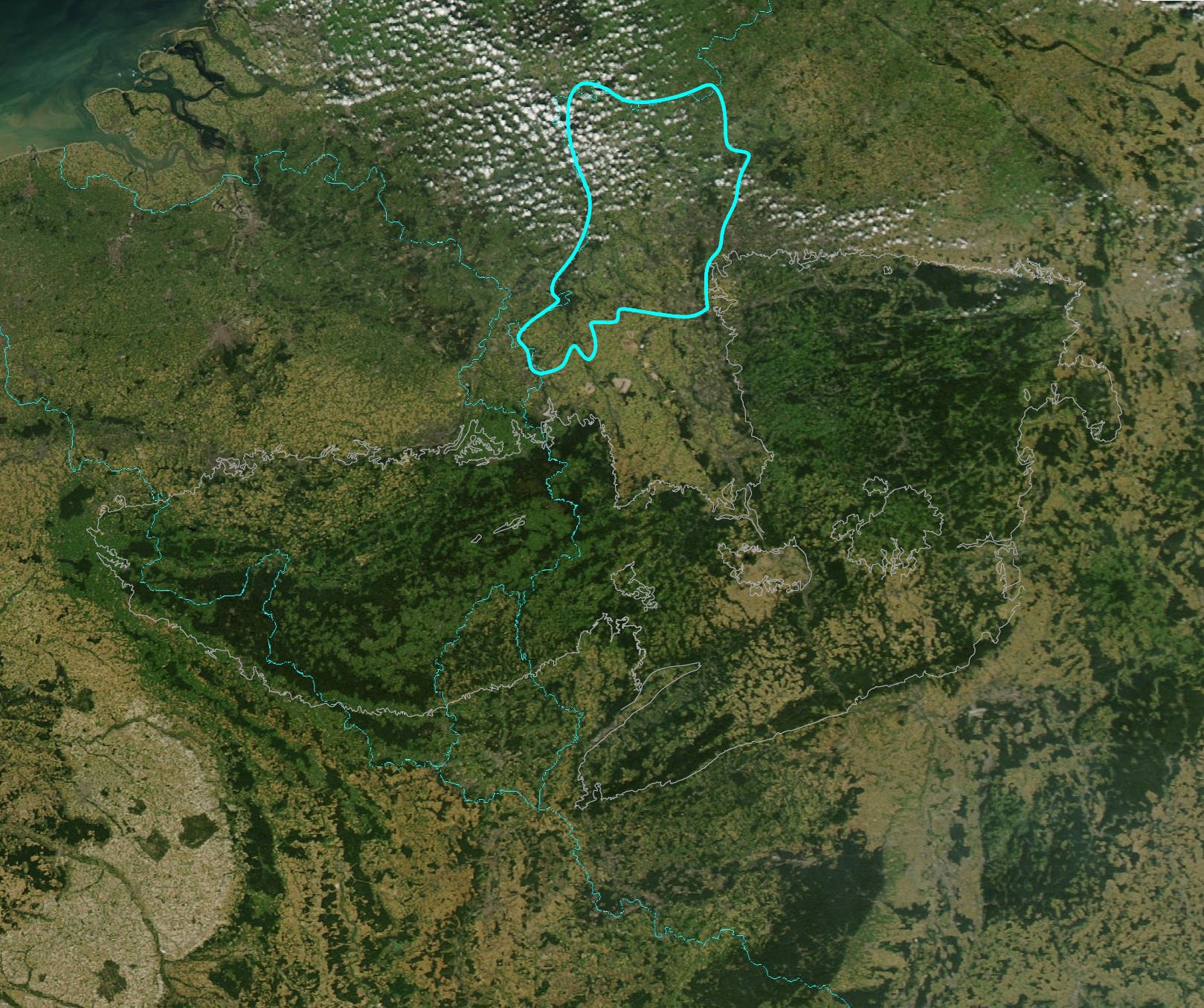
Satellietfoto van de Nederrijnse Laagvlakte.

De Nederrijnse Laagvlakte (Duits: Niederrheinische Tiefland) is laagland en een van de natuurlijke regio's in Duitsland en ligt aan weerszijden van de rivier de Rijn ten noorden van de stad Düsseldorf in de deelstaat Noordrijn-Westfalen.

## Geografie
De Nederrijnse Laagvlakte grenst in het zuiden aan de Keulse Bocht, in het zuidoosten aan het Bergisches Land, in het oosten en noordoosten aan het laagland van Westfalen, in het noordwesten aan de Nederrijnse Heuvelrug en in het uiterste noordwesten aan Nederland.
De Nederrijnse Laagvlakte is een zeer uitgebreid terrasvormig landschap. De anders vlakke terrassen worden onderbroken door diverse facetten, zoals de V-vormige valleien, uiterwaarden, oude rivierlopen of de eindmorene-ruggen van de hoogtes van de beneden-Rijn. De hoogte van het terrein is bijna overal onder de 100 m boven NN.

## Geologie
De Nederrijnse Laagvlakte is de noordelijke helft van de geologische structuur die bekendstaat als de Nederrijnse Bocht (Niederrheinische Bucht). De geologie was waarschijnlijk een gevolg van de afzetting in de laatste 30 miljoen jaar, die in de vlakte gezorgd heeft voor sedimenten en lagen van sedimentair gesteente tot 1.300 meter dik.

## Klimaat
De jaarlijkse neerslag in het gebied tussen 700 en 750 mm en de gemiddelde jaarlijkse temperatuur is 9°C. Het gebied profiteert van een Noord-Atlantisch klimaat met zachte winters en een lang groeiseizoen.